# ناحیه السیانی
ناحیهٔ السیانی (به عربی: مدیریة السیانی) یک ناحیه در یمن است که در استان اب واقع شده‌است. ناحیهٔ السیانی ۱۱۰٬۵۱۵ نفر جمعیت دارد.